# Козловка (Бугурусланский район)
Козловка — деревня в Бугурусланском районе Оренбургской области в составе Завьяловского сельсовета.

## География
Находится на расстоянии примерно 15 километров по прямой на юго-восток от центра  города Бугуруслан, село стоит на реке Козловка.

## История
Село обрело свой статус в 1819 году после постройки Казанско-Богородицкой церкви.

## Население
Население составляло 287 человек в 2002 году (русские 81%), 272 по переписи 2010 года.